# Łoje (Dubeninki)
Łoje (deutsch Loyen, 1938 bis 1945 Loien) und  Łoje (Siedlung) (polnisch Łoje (osada)) sind zwei Ortschaften im Verbund der polnischen Landgemeinde Dubeninki (Dubeningken, 1938 bis 1945 Dubeningen), die im zur Woiwodschaft Ermland-Masuren gehörenden Kreis Gołdap (Goldap) liegt.

## Geographie
Łoje liegt 17 Kilometer östlich der Kreisstadt Gołdap südwestlich des Loyer Sees (1938 bis 1945: Loier See, polnisch: Jezioro Przerośl). „Hausberg“ ist der 230 Meter hohe Brandberg (Jastrzębia Góra), unweit der Woiwodschaftsgrenze zu Podlachien.
Der Ort liegt verkehrsgünstig nahe der Woiwodschaftsstraße DW 651. Ein Bahnanschluss existiert heute nicht mehr, seit die einstige „Kaiserbahn“ Goldap–Szittkehmen/Wehrkirchen mit der nächstgelegenen Bahnstation in Dubeninki außer Betrieb gesetzt wurde.

## Geschichte
Die Gründung des heutigen Dorfes Łoje geht in das Jahr 1555 zurück. Nach 1590 hieß der Ort Uscheschere, danach Ussescherey. Bis 1871 war der Ort in Alt Loyen und Neu Loyen unterteilt, wurde dann aber zu einem Dorf Loyen zusammengefasst. Noch bis vor 1945 war Loyen ein weit verstreutes Dorf.
Am 18. März 1874 wurde Loyen Amtssitz und damit namensgebend für einen neu errichteten Amtsbezirk, der – 1939 in „Amtsbezirk Loien“ umbenannt – bis 1945 bestand und zum Kreis Goldap im Regierungsbezirk Gumbinnen der preußischen Provinz Ostpreußen gehörte. Zum Amtsbezirk Loyen gehörte anfangs auch der Gutsbezirk Loyer See. Er wurde 1900/02 mit dem Gutsbezirk Wystiter See (beide waren ohne Einwohner) zum Gutsbezirk Bredauen, Domänenamt, vereint und 1928 nach Loyen eingemeindet.
In Loyen waren 1910 insgesamt 291 Einwohner registriert. Ihre Zahl verringerte sich bis 1933 auf 242 und belief sich 1939 noch auf 231.
Am 3. Juni 1938 änderte man die Schreibweise des Ortsnamens in „Loien“.
In Kriegsfolge kam das Dorf 1945 mit dem südlichen Ostpreußen zu Polen und erhielt die polnische Bezeichnung „Łoje“. Gehörte es zwischen 1975 und 1998 noch zur Woiwodschaft Suwałki, so ist es seither der Woiwodschaft Ermland-Masuren zugeordnet und liegt im Powiat Gołdapski in der Gmina Dubeninki.

### Amtsbezirk Loyen/Loien (1874–1945)
Der am 18. März 1874 errichtete Amtsbezirk Loyen wurde am 25. Juli 1939 in „Amtsbezirk Loien“ umbenannt. Er setzte sich anfangs aus zehn, am Ende noch aus neun kommunalen Einheiten zusammen:
| Name                                               | Änderungsname 1938 bis 1945 | Heutiger Name      | Bemerkungen                   |
| -------------------------------------------------- | --------------------------- | ------------------ | ----------------------------- |
| Auxkallen                                          | Bergerode                   | Wysoki Garb        |                               |
| Eszergallen/Eschergallen, (Kirchspiel Dubeningken) | Äschenbruch                 | Kiepojcie          |                               |
| Linnawen                                           | Linnau (Ostpr.)             | Linowo             |                               |
| Loyen                                              | Loien                       | Łoje               |                               |
| Loyer See/ Bredauen, Domänenamt                    |                             |                    | 1928 nach Loyen eingegliedert |
| Matznorkehmen                                      | Matztal                     | Maciejowięta       |                               |
| Präroszlehnen                                      | ab 1935: Jägersee           | Przerośl Gołdapska |                               |
| Staatshausen                                       |                             | Stańczyki          |                               |
| Thewelkehmen                                       | Tulkeim                     | Barcie             |                               |
| Upidamischken                                      | Altenzoll                   | Tuniszki           |                               |

Am 1. Januar 1945 gehörten zum Amtsbezirk Loien die Orte: Äschenbruch, Altenzoll, Nergerode, Jägersee, Linnau, Loien, Matztal, Staatshausen und Tulkeim.

## Religionen

### Evangelisch
Die Mehrheit der Einwohner Loyens bzw. Loiens war vor 1945 evangelischer Konfession. Das Dorf war in das Kirchspiel der Kirche Dubeningken eingepfarrt und gehörte zum Kirchenkreis Goldap in der Kirchenprovinz Ostpreußen der Kirche der Altpreußischen Union. Heute in Łoje lebende evangelische Kirchenglieder sind Teil der Kirchengemeinde in Gołdap, einer Filialgemeinde von Suwałki in der Diözese Masuren der Evangelisch-Augsburgischen Kirche in Polen.

### Katholisch
War vor 1945 nur ein kleiner Teil der Bevölkerung Loyens/Loiens zur Römisch-katholischen Kirche zugehörig und der Pfarrei in Goldap im Bistum Ermland zugeordnet, so änderte sich das nach 1945. Die Mehrheit der neuen Einwohner ist jetzt katholisch und nennt die einstige evangelische Kirche in Dubeninki nun ihre Pfarrkirche. Sie gehört zum Dekanat Filipów im Bistum Ełk (Lyck) der Katholischen Kirche in Polen.